# Harris Lambrakis

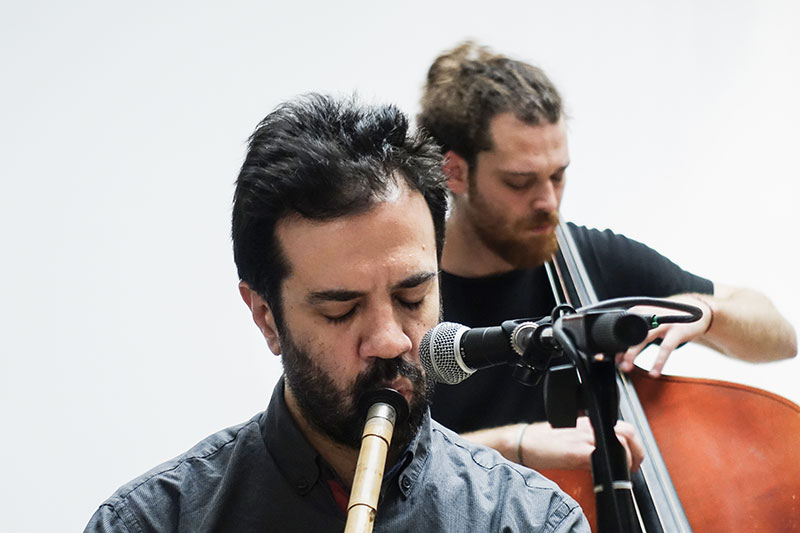
Harris Lambrakis
Aarhus Dänemark (2016)

Harris Lambrakis (griechisch Χάρης Λαμπράκης Charis Lambrakis, * 1976 in Athen) ist ein griechischer Nayspieler.

## Leben und Wirken
Lambrakis, der zunächst von seinem Vater, dem Maler Giorgos Lambrakis, musikalisch unterrichtet wurde, besuchte dann die Musikschule von Pallini. Er studierte von 1994 bis 2000 Musikwissenschaft an der Universität Athen. Er studierte byzantinische Musik bei Marios Mavroidis und Iannis Arvanitis, Jazz bei Andreas Symvoulopoulos und Komposition bei Yannis Ioannidis.
Seit 1992 spielt Lambrakis Nay. Er tritt mit dem Instrument als Interpret traditioneller griechischer Musik, zeitgenössischer Kompositionen und als Jazzmusiker auf. Unter anderem spielte er Aufnahmen mit Savina Yannatou, Haig Yazdjian, der Gruppe Occasional Dream, Christos Tsiamoulis, Ross Daly und Saz Grubu ein. Er ist Mitglied der Gruppe Primavera en Salonico (Anixi sti Saloniki) und leitet seit 2006 ein eigenes Quartett, das sich zwischen griechischer Musik, modaler Musik des östlichen Mittelmeerraums, Jazz und improvisierter Musik bewegt. Seit 2000 unterrichtet er Nay am Nationalen Konservatorium und am Athener Konservatorium.

## Diskografie
- Stelios Petrakis & Bijan Chemirani: Kismet (Seistron 2003)
- Savina Yannatou: Sumiglia (Lyra 2005)
- Haig Yazdjian Featuring Eleftheria Arvanitaki & Ara Dinkjian Amalur (Libra Music 2007)
- Ross Daly: White Dragon (Seistron 2008)
- Théa (2010)
- Eleni Karaindrou Medea (ECM 2012)
- Quartet - Metéora (Polytropon 2013)